# 헨리 A. 월리스
헨리 어거드 월리스(Henry Agard Wallace, 1888년 10월 7일 ~ 1965년 11월 18일)는 미국의 제33대 부통령 (1941년~ 45년), 11대 농무 장관 (1933년 ~ 40년)과 10대 상무 장관 (1945년 ~ 46년)이다. 1948년 미국 대통령 선거에서 월리스는 진보당의 후보 지명자로 그가 후에 허락한 태도가 실수였던 소련의 확장론에 해리 S. 트루먼의 반대 정책의 비판으로 캠페인을 벌였다.
1933년 그는 프랭클린 D. 루스벨트 대통령의 내각에서 농무 장관으로 임명되어 1940년 9월 자신이 루스벨트의 러닝메이트로 지명된 후에 사임할 때까지 지냈다. 그해 11월 그는 민주당 공천 후보에 부통령으로 선출되어 1945년 1월 20일에 끝나는 기간을 위하여 1941년 1월 20일 취임하였다. 1944년 재지명을 위한 비성공적 후보였던 월리스는 상무 장관으로 임명되어 1945년 3월부터 1946년 9월까지 지냈다.
월리스는 정통적으로 제2차 세계 대전 이후의 시기 동안 자신의 소련의 소박한 성원으로 기억되었으며 진보당 공천 후보에 대통령을 위하여 나가는 데 절정에 달하였다.

## 어린 시절
아이오와주 오리엔트 근처의 농장에서 태어나 1910년 에임스에 있는 아이오와 주립 대학교를 졸업하였다. 그의 부친은 7대 농무 장관을 지냈던 헨리 캔트웰 월리스였다. 그는 졸업 후 1924년까지 디모인에 있는 "월리스의 농부"의 편집부에서 일하였고, 1929년까지 출판물을 편집하였다. 그는 옥수수의 다산 변형들 재배와 함께 실험을 하였고, 농업에 많은 출판물들을 저서하였다. 1915년 그는 시장들의 있음직한 과정을 나타내는 첫 콘호그 비율 도표들을 안출하였다. 1914년 자신이 결혼한 일로 브라운에게 남겨져 온 작은 상속과 함께 월리스는 후에 주요 농업 협동 조합 파이오니어 하이브레드가 된 하이브레드 콘을 창립하였다.
월리스는 장로교도로서 자라왔으나 일생 초기에 그 교파를 떠났다. 그는 자신의 일생의 대부분을 다른 종교적 신앙과 전통들을 탐험하면서 보냈다. 수많은 세월 동안 그는 러시아의 신지론자 니콜라이 로에리치와 가까이 협력하였다. 전기 작가 아서 슐레징거 주니어에 의하면 월리스는 아마 가뭄을 방지하는 잔듸들을 수집하는 데 로에리치를 중앙 아시아로 탐험에 보내는 것을 포함하여 그에게 다수의 청을 들어줬다. 헨리 어거드는 로에리치와 환멸을 느끼게 되어 거의 그를 향하여 악하게 돌려졌다."고 한다. 월리스는 결국적으로 미국 성공회 신앙에 정착하였다.

## 정치 경력

### 농무 장관
1933년 프랭클린 D. 루스벨트 대통령은 자신의 내각에서 월리스를 그의 부친이 1921년부터 1924년까지 맡던 농무 장관으로 임명하였다. 월리스는 자유주의적 공화당원으로 지내왔으나 그는 루스벨트 대통령의 뉴딜을 성원하였고, 곧 민주당으로 전환하였다. 1940년 9월 자신이 사임할 때까지 월리스는 농무 장관을 지냈고, 1940년 미국 대통령 선거에서 루스벨트의 러닝메이트로서 부통령을 위하여 지명되었다.

### 33대 부통령

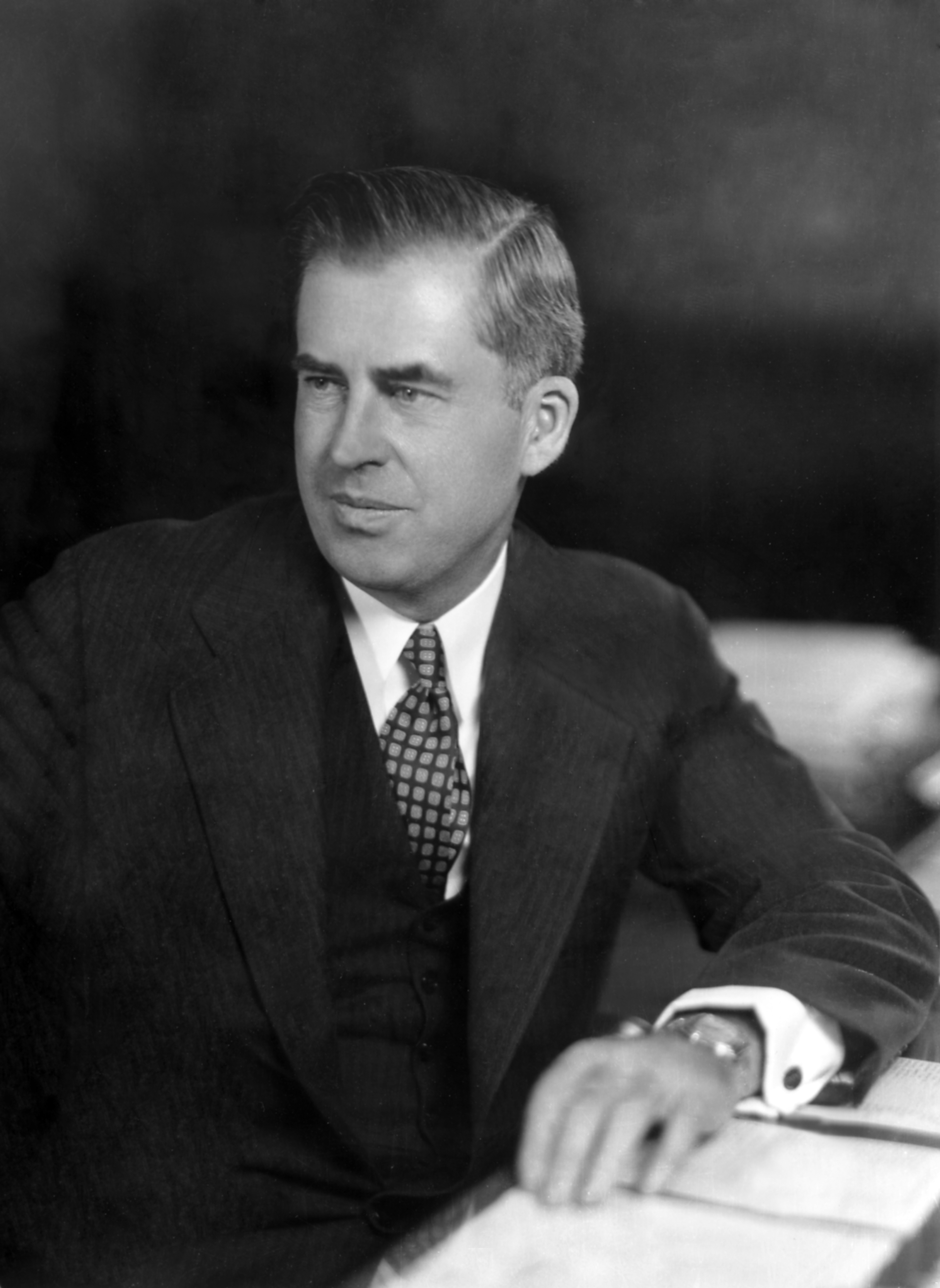
부통령 시절의 월리스

1940년 대통령 선거가 열리는 동안 월리스의 종교적인 협력들에 관한 스캔들이 거의 일어날 뻔했다. 월리스가 1930년대 동안 니콜라이 로에리치에게 보낸 편지들을 일련은 공화당원들에 의하여 폭로되었다. 월리스는 로에리치를 "Dear Guru"로서 성명을 썼고, 로에리치가 그를 선임한 이름 "Galahad"를 위하여 "G"로서 편지들의 전부를 서명하였다. 월리스는 천국의 왕국으로 거칠게 대응하는 불교의 술어 "북쪽의 샴발라"의 사람들이 평화의 풍년의 시기를 창조하려고 할 때 자신이 "새로운 날의 파괴"를 기다렸다고 로에리치를 납득시켰다. 편지들에 관하여 의문되었을 때 월리스는 거짓말을 하고, 그것들을 날조들로서 퇴거시켰다. 그의 믿음들을 드러내는 데 공화당원들이 위협할 때 민주당원들은 공화당 후보 웬델 윌키의 혼외 연애 사건에 관하여 자신들이 정보를 발표할 것을 맞섰다.
월리스는 그해 11월 루스벨트와 함께 민주당 공천 후보에 부통령으로 선출되었다. 1945년 1월 20일에 끝나는 기간을 위하여 그의 취임식이 1941년 1월 20일에 열렸다.
루스벨트는 월리스를 "경제 전쟁국"과 "우선권과 배당 공급부"의 의장으로 임명하였다. 양지위들은 제2차 세계 대전에 미국의 참전과 함께 중요하게 되었다. 우선권과 배당 공급부와 함께 자신의 지위에서 자신의 새로 발견된 권력을 수축시키기 시작하면서 월리스는 어떻게 전쟁 시기의 공급물들을 다루나에 자신과 달랐던 상무 장관 제시 H. 존스의 형성에서 민주당의 보수적 당파들에 대항하러 올랐다.
1942년 5월 8일 월리스는 뉴욕에서 "자유 세계 협회"에 "서민의 세기"라는 명언에 의하여 알려지게 된 자신의 유명한 연설을 하였다. 기독교의 관련에 근거를 둔 이 연설은 나치 독일의 단순한 패배의 범위를 넘어서 긍정적인 전망을 설계하였다. 하지만 그들은 그에게 또한 민주당 지도자, 윈스턴 처칠 같은 중요한 연합국 지도자, 비지니스 지도자들과 보수주의자들 사이에 적들을 얻게 하였다.
1943년 디트로이트에서 인종 폭동들이 일어나는 동안 월리스는 터놓고 말하여 국가가 "외부에서 나치 독일의 잔인성을 눌러 부수고, 본고장에서 인종 폭동들을 묵과하는 데 싸울 수 없었다."고 선언하였다. 동년에 월리스는 라틴아메리카의 친선 순방을 이루어 중요한 연합국들 사이에 후원을 높였다. 그의 여행들은 성공을 증명하였고, 나치 독일에 전쟁을 선언하는 데 12개국을 설득시키는 도움을 주었다.
하지만 라틴아메리카와 무역 관계들을 여기던 월리스는 라틴아메리카의 생산자들과 계약들로 "노동의 조항"을 추가하는 데 경제 전쟁국에 영향을 끼칠 때 위기로 뛰어들었다. 이 조항들은 생산자들이 공명한 임금들을 지불하고 자신들의 고용주들을 위하여 안전한 업무 상태들을 요구한 것 뿐만 아니라 또한 요구된 향상들의 절반으로 미국이 지불하는 데 위탁하였다. 이 일은 미국 상무부로부터 뻣뻣한 적대를 만났다.
월리스는 제시 존스와 다른 높은 공무원들과 공공적으로 다투었고, 이제 정치적 책임으로 보여졌다. 루스벨트는 전부의 책임들에서 그를 박탈하였고, 월리스가 다시는 공천 후보에 나가지 않을 것을 명확히 하였다. 루스벨트가 또다른 기간을 통하여 이룰 수 있다는 것에 비밀적으로 근심이 표현된 민주당은 그 전당 회의에서 루스벨트의 러닝메이트로 해리 S. 트루먼을 선택하였다.

### 상무 장관

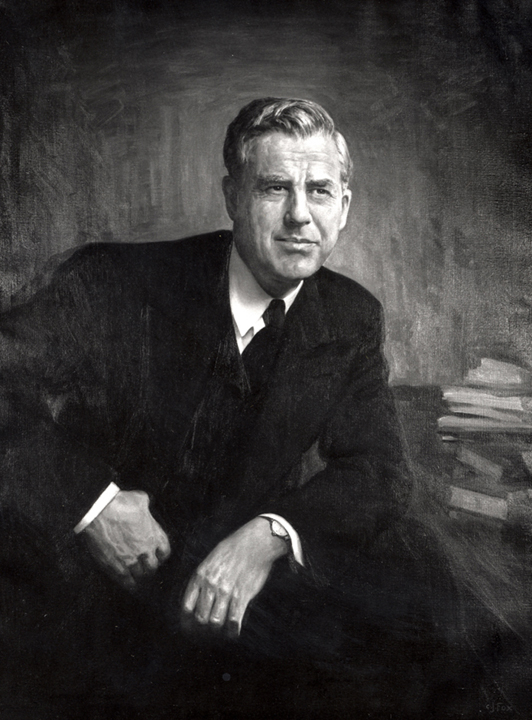
월리스의 초상화

루스벨트는 월리스를 상무 장관으로 임명하면서 그를 위로하였다. 월리스는 1945년 3월부터 1946년 9월까지 이 지위에서 지냈다. 월리스가 소련인들이 적들이라고 보다 동맹자로서 신임되고 대우되어야 한다는 것을 유지하면서 소련을 향한 정책들에 관하여 불동의들 때문에 그는 트루먼 대통령에 의하여 해고되었다.

### The New Republic
상무 장관으로서 자신의 기간에 이어 월리스는 트루먼의 외교 정책을 큰소리로 비판하는 데 자신의 지위를 이용한 〈The New Republic〉의 편집자가 되었다. 1947년 그는 그 일이 "공포의 세기"의 시작에 특정을 지을 것이라고 예언하였다.

### 1948년 대통령 선거
월리스는 1948년 미국 대통령 선거에서 진보당의 후보로서 비성공적인 경주를 이루는 데 1948년 자신의 편집자 직업을 떠났다. 그는 소련이 미국의 국가 안전을 위협하는 데 구성하였고, 의료 사회화 제도를 포함한 제정된 사회주의식의 경제 개혁들에서 뉴딜이 해낸 더욱 나가서의 주창된 진행한 트루먼 독트린의 가정을 강하게 반대하였다.
그의 강연은 또한 인종적 분리를 끝내고, 흑인들을 위한 완전한 투표권을 주창하기도 하였다. 선거 운동은 아프리카계 미국인 후보자들이 남부에서 백인 후보자들 사이에 선거 운동을 벌이고, 선거 운동이 있는 동안 그가 인종적으로 분리된 체제들에서 분리된 관중들 앞에 나타나는 것을 거부했던 것을 포함한 자신의 시대를 위하여 드물었다.
월리스는 승리적 트루먼 대통령에게 결정적 패배를 겪었다. 인기 투표에서 2.4 퍼센트 만을 받은 그는 공화당의 토머스 듀이와 주권민주당의 스톰 서먼드에 밀려 3번째의 차점자로 끝났다.

## 이후의 경력
월리스는 자신의 농장 흥미들을 다시 차지하였고, 뉴욕주 사우스세일럼에 거주하였다. 자신의 후반의 세월 동안 그는 농업 과학의 분야에서 진보들의 다수를 이루었다. 그의 많은 성취들은 지구촌을 가로질러 팔린 달걀을 낳은 닭들의 압도적인 다수를 위하여 1 포인트로 세어진 닭의 사육을 포함하였다. 세계에서 가장 큰 농업 연구소인 메릴랜드주 벨츠빌에 있는헨리 A. 월리스 벨츠빌 농업 연구소가 그를 위하여 이름이 지어졌다.
1950년 조선민주주의인민공화국이 대한민국을 침입할 때 월리스는 진보당과 단교하고 한국전쟁에서 미국이 지도하는 전쟁의 효과를 후원하였다. 1961년 존 F. 케네디 대통령 당선자는 월리스가 자신의 상대 후보 리처드 닉슨을 성원하였어도 자신의 취임식에 그를 초청하였다.
1965년 11월 18일 코네티컷주 댄버리에서 루 게릭 병으로 사망하였다. 그는 브리지포트에서 화장되어 디모인에 있는 글렌데일 묘지에 안치되었다.

## 영예
옥수수의 다산 변형들 재배에 자신의 실험과 농업에 다수의 발간을 저서와 더불어 월리스는 1915년 시장들의 있음직한 과정을 나타내는 첫 콘호그 비율 도표들을 안출하였다. 그는 또한 33대 부통령(1941년 ~ 45년), 11대 농무 장관(1933년 ~ 40년)과 10대 상무 장관(1945년 ~ 46년)이라는 공직의 주목할 만한 영예를 남기기도 하였다.
이 성취들에 불구하고 월리스는 제2차 세계 대전 이후의 시기 동안 자신의 소련의 소박한 성원으로 기억되어 진보당 공천 후보에 대통령을 위하여 나가는 데 최고점에 달하였다. 자신의 후반의 세월에 아직 월리스는 자신의 영예를 구출하는 데 효과를 이루었다. 1952년 그는 소련의 자신의 수납과 이오시프 스탈린의 불근신과 그 자신이 이제 반공주의자로서 자신을 숙고한 것에 관한 제한된 정보로부터 스탈린이 저항한 것을 설명한 〈내가 잘못되었던 곳〉을 펴냈다. 이 말기로 그는 "자신이 자신을 비방한 것으로 생각한 국민"들에게 정보를 제공하는 편지들을 쓰고, 1956년 드와이트 D. 아이젠하워 대통령의 재선을 주창하였다.
월리스는 다음과 같은 자신의 시기의 정치적 논쟁들에 창을 마련한 책들을 썼다. -
- 〈농업적 가격들〉(1920년)
- 〈새로운 전선들〉(1934년)
- 〈아메리카는 선택해야 한다〉(1934년)
- 〈정치적 수완과 종교〉(1934년)
- 〈기술, 법인과 정통적 복지〉(1937년)
- 〈서민들의 세기〉(1943년)
- 〈민주주의의 새로운 탄생〉(1944년)
- 〈6백만개의 직업들〉(1945년)
- 〈세계 평화를 향하여〉(1948년)
- 〈전망의 가격 - 헨리 A. 월리스의 일기 1942년 ~ 1946년〉(1973년, 존 모턴 블럼에 의하여 편집)

## 역대 선거 결과
| 선거명      | 직책명        | 대수 | 정당   | 득표율 | 득표수 (선거인단)    | 결과 | 당락               |
| ----------- | ------------- | ---- | ------ | ------ | -------------------- | ---- | ------------------ |
| 1940년 선거 | 미국의 부통령 | 33대 | 민주당 | 54.73% | 27,313,041표 (449명) | 1위  | 미국의 부통령 당선 |
| 1948년 선거 | 미국의 대통령 | 33대 | 진보당 | 2.37%  | 1,157,328표 (0명)    | 4위  | 낙선               |

## 같이 보기
- 감로멜론